# Petit Molosse de La Réunion
Espèce
Le Petit Molosse de La Réunion ou Tadaride de La Réunion (Mormopterus francoismoutoui) est une espèce de chauves-souris de la famille des Molossidae, endémique de La Réunion. Il s'agit d'une espèce de petite taille, elle mesure 5 cm de long pour 20 cm d'envergure et pèse 5 à 8 g. Elle se rencontre sur le littoral et jusqu'à 1 800 m d'altitude. Jusqu'en 2008, les Petits Molosses de la Réunion et de Maurice étaient considérés comme appartenant à la même espèce, Mormopterus acetabulosus, depuis ils sont considérés comme espèces distinctes.

## Comportement
Le Petit Molosse de La Réunion est insectivore, il chasse la nuit en émettant des brefs cris ultrasonores qui lui permettent de localiser ses proies (moustiques, papillons, termites ailés…). La journée cette chauve-souris vit en colonie allant d'une dizaine à plusieurs milliers d'individus. Dans la nature elle s'abrite dans les grottes et dans les arbres. On peut la retrouver en ville où elle niche alors dans les combles des bâtiments ou derrière les volets en bois. La plus grande colonie de l'île se trouve à Trois Bassins et abrite entre 4 000 et 6 000 individus

## Rôle écologique et cohabitation avec l'Homme
Le Petit Molosse joue un rôle essentiel dans la régulation des populations d'insectes sur l'île de La Réunion. Ces chauves-souris contribuent ainsi à la lutte anti-parasitaire en se nourrissant d'insectes piqueurs qui véhiculent des maladies transmissibles à l'Homme. Elles apportent aussi une aide indirecte à l'agriculture en s'attaquant aux insectes ravageurs des cultures comme les termites ou les vers blancs. Ainsi, un Petit Molosse peut consommer 3 000 moustiques par nuit.

## Étymologie
Son nom spécifique, francoismoutoui, lui a été donné en l'honneur de François Moutou (d) de l'Unité d’Épidémiologie, Agence française de sécurité sanitaire des aliments (Maison-Alfort, France) et ce en reconnaissance de son importante contribution à la connaissance des vertébrés des îles Mascareignes et en particulier de la Réunion.

## Publication originale
- (en) Steven M. Goodman, Bettine van Vuuren, Fanja H. Ratrimomanarivo, Jean-Michel Probst et Rauri C. K. Bowie, « Specific Status of Populations in the Mascarene Islands Referred to Mormopterus acetabulosus (Chiroptera: Molossidae), with Description of a New Species », Journal of Mammalogy, Baltimore, Allen Press (d), OUP et ASM, vol. 89, no 5,‎ 1er octobre 2008, p. 1316–1327 (ISSN 0022-2372 et 1545-1542, OCLC 1800234, DOI 10.1644/07-MAMM-A-232.1, lire en ligne).